# Carangoides dinema
Carangoides dinema és un peix teleosti de la família dels caràngids i de l'ordre dels perciformes.

## Morfologia
Pot arribar als 85 cm de llargària total i als 2.600 g de pes.

## Distribució geogràfica
Es troba des de les costes de l'Àfrica oriental fins a Samoa, sud del Japó i Tonga.